# Ablabesmyia ebbae
Ablabesmyia ebbae es una especie de insecto díptero. Fue descrito por primera vez en 1981 por Lehmann. 
Pertenece al género Ablabesmyia, familia Chironomidae.

## Distribución
Se distribuye por Congo.